# Grand Prix automobile d'Alabama
Le Grand Prix automobile d'Alabama (Indy Grand Prix of Alabama) est une épreuve de course automobile disputée sur le Barber Motorsports Park (Birmingham, Alabama) dans le cadre du Championnat IndyCar Series depuis 2010.

## Historique
La première édition a lieu en 2010 et Hélio Castroneves en est le premier vainqueur (c'est son premier succès sur une course routière depuis le mois d'août 2008) devançant de seulement 0.5703 seconde Scott Dixon,. Cette course marque les débuts en IndyCar du pilote belge Bertrand Baguette qui se classe vingtième.
En 2011, Will Power remporte la course en occupant la tête de bout en bout devant Scott Dixon et Dario Franchitti,.
Power s'impose également sur ce tracé en 2012, une nouvelle fois devant Scott Dixon,.
En 2013, Ryan Hunter-Reay, auteur de la pole position, s'impose d'une courte tête devant Scott Dixon (63 centièmes d'écart à l'arrivée),. C'est la quatrième fois, en autant de course sur ce circuit, que Scott Dixon termine à la deuxième place.
En 2014, Ryan Hunter-Reay récidive et son écurie réalise le doublé grâce à la deuxième place de son coéquipier, Marco Andretti,. Pour la première fois dans l'histoire du Grand Prix d'Alabama, Scott Dixon n'est pas deuxième mais il monte tout de même sur la troisième marche du podium.
En 2015, Josef Newgarden s'impose et remporte sa première victoire en IndyCar. Il devance Graham Rahal et Scott Dixon, toujours abonné au podium sur ce tracé.
En 2016, Simon Pagenaud remporte la course après avoir réalisé la pole position. Le Français devance Graham Rahal et Josef Newgarden. Pour la première fois dans l'histoire du Grand Prix, Scott Dixon, seulement dixième, n'est pas présent sur le podium. Il se console en réalisant le tour le plus rapide.
En 2017, Josef Newgarden s'impose pour la deuxième fois de sa carrière en Alabama,. Il devance Scott Dixon, qui retrouve le podium, et Simon Pagenaud.
En 2018, la course est interrompue après vingt-trois tours en raison de fortes pluies. La course reprend le lendemain, sous une pluie moins intense et Josef Newgarden triomphe sur ce circuit pour la troisième fois de sa carrière. Newgarden devance Ryan Hunter-Reay et James Hinchcliffe. Scott Dixon se contente cette année-là de la sixième place.
En 2019, Takuma Satō s'impose devant Scott Dixon et Sébastien Bourdais,,.
L'édition 2020, initialement prévue le 5 avril, est annulée, en raison de la Pandémie de Covid-19,.

## Palmarès

### Palmarès en IndyCar Series
| Année | Date             | Pilote                                               | Écurie                                               | Châssis                                              | Moteur                                               | Pneus                                                | Distance                                             | Distance                                             | Temps                                                | Vitesse moyenne (km/h)                               | Résultats                                            |
| Année | Date             | Pilote                                               | Écurie                                               | Châssis                                              | Moteur                                               | Pneus                                                | Tours                                                | km                                                   | Temps                                                | Vitesse moyenne (km/h)                               | Résultats                                            |
| 2010  | 11 avril         | Hélio Castroneves                                    | Team Penske                                          | Dallara                                              | Honda                                                | Firestone                                            | 90                                                   | 344,7                                                | 1 h 56 min 41 s                                      | 171,292                                              | Résultats                                            |
| 2011  | 10 avril         | Will Power                                           | Team Penske                                          | Dallara                                              | Honda                                                | Firestone                                            | 90                                                   | 344,7                                                | 2 h 14 min 43 s                                      | 148,372                                              | Résultats                                            |
| 2012  | 1er avril        | Will Power                                           | Team Penske                                          | Dallara                                              | Chevrolet                                            | Firestone                                            | 90                                                   | 344,7                                                | 2 h 01 min 40 s                                      | 164,283                                              | Résultats                                            |
| 2013  | 7 avril          | Ryan Hunter-Reay                                     | Andretti Autosport                                   | Dallara                                              | Chevrolet                                            | Firestone                                            | 90                                                   | 344,7                                                | 1 h 52 min 05 s                                      | 178,344                                              | Résultats                                            |
| 2014  | 27 avril         | Ryan Hunter-Reay                                     | Andretti Autosport                                   | Dallara                                              | Honda                                                | Firestone                                            | 69*                                                  | 264,3                                                | 1 h 40 min 43 s                                      | 152,143                                              | Résultats                                            |
| 2015  | 26 avril         | Josef Newgarden                                      | CFH Racing                                           | Dallara                                              | Chevrolet                                            | Firestone                                            | 90                                                   | 344,7                                                | 1 h 55 min 53 s                                      | 172,483                                              | Résultats                                            |
| 2016  | 24 avril         | Simon Pagenaud                                       | Team Penske                                          | Dallara                                              | Chevrolet                                            | Firestone                                            | 90                                                   | 344,7                                                | 1 h 48 min 42 s                                      | 183,874                                              | Résultats                                            |
| 2017  | 23 avril         | Josef Newgarden                                      | Team Penske                                          | Dallara                                              | Chevrolet                                            | Firestone                                            | 90                                                   | 344,7                                                | 1 h 54 min 09 s                                      | 175,111                                              | Résultats                                            |
| 2018  | 22 puis 23 avril | Josef Newgarden                                      | Team Penske                                          | Dallara                                              | Chevrolet                                            | Firestone                                            | 82*                                                  | 314,1                                                | 2 h 01 min 14 s                                      | 150,208                                              | Résultats                                            |
| 2019  | 7 avril          | Takuma Satō                                          | Rahal Letterman Lanigan Racing                       | Dallara                                              | Honda                                                | Firestone                                            | 90                                                   | 344,7                                                | 1 h 55 min 46 s                                      | 172,638                                              | Résultats                                            |
| 2020  | 5 avril          | Édition annulée en raison de la Pandémie de Covid-19 | Édition annulée en raison de la Pandémie de Covid-19 | Édition annulée en raison de la Pandémie de Covid-19 | Édition annulée en raison de la Pandémie de Covid-19 | Édition annulée en raison de la Pandémie de Covid-19 | Édition annulée en raison de la Pandémie de Covid-19 | Édition annulée en raison de la Pandémie de Covid-19 | Édition annulée en raison de la Pandémie de Covid-19 | Édition annulée en raison de la Pandémie de Covid-19 | Édition annulée en raison de la Pandémie de Covid-19 |
| 2021  | 18 avril         | Álex Palou                                           | Chip Ganassi Racing                                  | Dallara                                              | Honda                                                | Firestone                                            | 90                                                   | 344,7                                                | 1 h 52 min 53 s                                      | 202,365                                              | Résultats                                            |

- 2014 : La course est écourtée en raison d'une forte pluie et d'éclairs.
- 2018 : La course est interrompue au 23e tour en raison d'une forte pluie. Le Grand Prix reprend le lendemain en tant que course chronométrée avec 75 minutes restantes.

### Palmarès en Indy Lights
| Année                         | Date      | Vainqueur                                            | Écurie                                               |
| 2010                          | 11 avril  | Jean-Karl Vernay                                     | Sam Schmidt Motorsports                              |
| 2011                          | 10 avril  | Víctor García                                        | Team Moore Racing                                    |
| 2012                          | 1er avril | Sebastián Saavedra                                   | Conquest Racing                                      |
| 2013                          | 7 avril   | Carlos Muñoz                                         | Andretti Autosport                                   |
| 2014                          | 26 avril  | Zach Veach                                           | Andretti Autosport                                   |
| 2014                          | 27 avril  | Gabby Chaves                                         | Belardi Auto Racing                                  |
| 2015                          | 25 avril  | Spencer Pigot                                        | Juncos Racing                                        |
| 2015                          | 26 avril  | Spencer Pigot                                        | Juncos Racing                                        |
| 2016                          | 25 avril  | Ed Jones                                             | Carlin                                               |
| 2016                          | 26 avril  | Santiago Urrutia                                     | Schmidt Peterson Motorsports                         |
| 2017                          | 22 avril  | Nicolas Jamin                                        | Andretti Autosport                                   |
| 2017                          | 23 avril  | Colton Herta                                         | Andretti Steinbrenner Racing                         |
| 2018                          | 21 avril  | Patricio O'Ward                                      | Andretti Autosport                                   |
| 2018                          | 22 avril  | Patricio O'Ward                                      | Andretti Autosport                                   |
| Courses non disputées en 2019 |           |                                                      |                                                      |
| 2020                          | 4 avril   | Édition annulée en raison de la Pandémie de Covid-19 | Édition annulée en raison de la Pandémie de Covid-19 |
| 2020                          | 5 avril   |                                                      |                                                      |
| 2021                          | 17 avril  | Linus Lundqvist                                      | Global Racing Group with HMD Motorsports             |
| 2021                          | 18 avril  | David Malukas                                        | HMD Motorsports                                      |